# Гірокомпас
Гіроко́мпас (від кореня gyro-, що означає обертання і сходить до грец. γῦρος — «коло») — різновид компаса, механічний прилад для визначення напрямку справжнього (географічного) меридіану, курсу об'єкта, а також азимута (пеленга).
Принцип дії гірокомпаса базується на властивостях гіроскопа і добовому обертанні Землі. Ідею запропонував французький науковець Леон Фуко.
Оскільки за принципом дії гіроскопічний компас не пов'язаний з її магнітним полем, то на відміну від магнітного, він не потребує поправок на магнітне схилення і магнітну девіацію. Проте, у дуже високих широтах його показання сильно відрізняються від напрямку на полюс.

## Морська справа
Морський гірокомпас складається з розміщеного у внутрішніх приміщеннях корабля гіроблока («матки»), і сполучених з ним одного чи кількох репітерів. Гіроблок являє собою гіроскоп — важкий диск, що швидко обертається (кілька десятків тисяч оборотів/хв) і вісь обертання якого може зберігати свій напрямок в просторі. Гіроскоп закріплюють у карданному підвісі, що забезпечує гіроскопу три ступені свободи (гіроскоп може здійснювати будь-який поворот біля центру підвісу).
Для передачі показань матки гірокомпаса в різні місця корабля застосовуються репі́тери (англ. repeater — «повторювач»). Вони складаються з герметичного котелка, механізму, що приводить в дію картушку, картушки, скляної кришки і лампочки для освітлення. Для розміщення репітера використовується пелорус — різновид нактоуза.

## Гірництво

У гірничих роботах гірокомпас служить для визначення дирекційних кутів при гірничих роботах в шахтах та на поверхні.

### Гірокомпас маркшейдерський
Гірокомпас маркшейдерський — вибухобезпечний гіроскопічний прилад, призначений для визначення дирекційних кутів сторін при орієнтуванні підземної маркшейдерської опорної мережі, розвитку, поповненні та реконструкції підземних маркшейдерских опорних мереж, а також при маркшейдерсько-геодезичних роботах на поверхні. Складається з гіроблока, вимірювального блока та блока живлення. Період коливання маркшейдерського гірокомпаса — проміжок часу, за який вісь гірокомпаса виконує одне повне коливання від однієї крайньої точки (точки реверсії) до другої крайньої точки і повертається в початкове положення.

### Гірокомпас маятниковий
Гірокомпас маятниковий — гіроскопічний пристрій для визначення напрямку географічного меридіана. В основі принципу дії маятникового гірокомпаса лежать кутова швидкість обертання Землі і властивості гіроскопа. Центр ваги вільного гіроскопа зміщено відносно точки підвісу. Головна вісь маятникового гірокомпаса робить гармонійні коливання, положення рівноваги яких збігається з напрямком географічного меридіана точки установки приладу.

### Гірокомпас наземний
Гірокомпас наземний — гіроскопічний прилад, що складається з гіроблока (гірокомпаса маятникового), теодоліта з автоколімаційною трубою, жорстко зв'язаною з алідадою, перетворювача й акумуляторної батареї. Наземний гірокомпас призначається для орієнтування у всіх випадках, коли положення приладу весь період орієнтування на даній точці залишається незмінним. До наземних гірокомпасів належать власне гірокомпаси і гіротеодоліти.